# Er conde Bond
Er Conde Bond: 007 y Pico es una película venezolana de comedia del año 2012 producida, escrita, dirigida y protagonizada por Benjamín Rausseo, famoso comediante más conocido como Er Conde del Guácharo.
Esta película sirve como secuela de Er Conde Jones, y tiene la intención de parodiar a la saga cinematográfica del agente secreto James Bond. Fue estrenada el 17 de agosto de 2012 en Venezuela.

## Sinopsis
La Britannica Inteligence Service pierde a su mejor agente, Er Conde Bond 007, solo su hermano gemelo, Chuito, podrá suplantarlo en una de las misiones más difíciles de todos los tiempos, convirtiéndose en Er Conde Bond 007 y Pico. 
El mafioso Chichón Li, un poderoso asiático ha lanzado alrededor del mundo la Misión Hambre Adentro con el fin de apoderarse y acaparar todo el alimento existente, Er nuevo Conde Bond es asignado para derrotarlo, pero no le será tarea fácil. Este tendrá que pasar por varias situaciones que pondrán su vida en peligro al enfrentarse a este malvado y sus secuaces. 
El conocer el verdadero amor y vengar la muerte de su hermano ayudarán a sacar la fuerza necesaria para que Er Conde Bond 007 y Pico salga ileso de esta gran aventura.

## Reparto
- Benjamín Rausseo
- Andreína Castro
- Levi Rossell
- David Brown
- Orlando Urdaneta
- Laura Chimaras
- Kin Leung
- Bea Permia
- Yohana Sánchez
- Osman Aray
- Reinaldo José
- Sabrina Salemi
- Che Gaetano
- Huáscar Barradas

## Localización
La película fue filmada en varias ciudades e islas de Venezuela, como: Los Roques, Mérida, Puerto La Cruz, Margarita, Caracas, y las ciudades más importantes de países como Portugal, Rusia, Inglaterra, Estados Unidos y China. 
Aunque según declaraciones de Benjamín Rausseo casi lo llevan preso en Rusia porque no tenía permiso para filmar allí, y lo mismo ocurrió cuando grababa en la Muralla China, pero lograron salvarse él y su equipo en ambas ocasiones.

## Estreno
La película se estrenó en cartelera venezolana el 17 de agosto de 2012, y en su primer fin de semana de exhibición logró vender 20.207 boletos, estando así en el quinto lugar de la taquilla nacional ese fin de semana, solo siendo superada por Brave (126.240 boletos), Ice Age: Continental Drift (62.269 boletos), The Dark Knight Rises (55.863 boletos) y Total Recall (36.752 boletos); según datos otorgados por José Pisan, gerente general de Cinex.
"Er Conde Bond" fue la película venezolana con más taquilleras, de un total de 346.896 entradas, entre las estrenadas en 2012. Sin embargo no superó a su antecesora, "Er Conde Jones".